# Історичний архів (Велес)
Історичний архів Велеса — підрозділ Державного архіву Північної Македонії.

## Історія
Створений в 1954 році. З 1951 до 1954 року функціонував як резервне сховище, частина Національного музею Велеса. Читальний зал розташований на вул. Розум Наумовскі 66. Архів охоплює такі муніципалітети: Велес, Чашка, Градсько, Росоман, Неготино, Кавадарці, Демир-Капія і Гевгелія. Історичний архів має 538 фондів та 8 колекцій.

## Архівні фонди
Найстаріший документ архіву датовано 1768 роком.